# 八人单桨赛艇

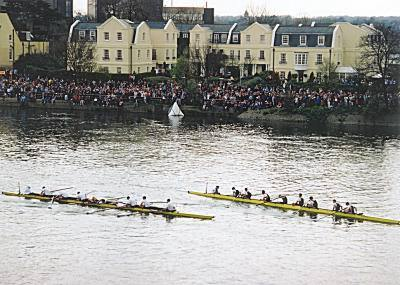
牛津剑桥赛艇对抗赛

八人单桨赛艇（Eight），是竞技赛艇运动中使用的一种划艇。它为八名划手设计，他们用扫荡的桨来推动船，并由一名舵手或 "舵"来驾驶。

八人单桨赛艇

八名划船手中的每一位都有一支桨。划手们排成一排坐在船的中央，面向船尾，通常交替排列，四个人在左舷，四个人在右舷。舵手使用舵来操纵船，通常坐在船尾。由于船的速度，一般认为无舵手划船或由船头的人担任舵手是不安全的。
赛艇（通常被称为 "船壳"）长而窄，横截面大致呈半圆形，以便将阻力降到最低。壳体最初由木材制成，现在几乎总由复合材料（通常是碳纤维增强塑料）制成，以获得强度和重量的优势。船的尾部有一个鳍，以帮助防止翻滚和偏航，并帮助舵手工作。索具沿着船身交替排列，这样力量就会不对称地施加到船的每一侧。
如果船是由每个人都有两只桨的划手划的，这种组合被称为八人双桨赛艇（Octuple scull）。在双桨船中，划手的作用力对称的。单桨船必须更硬，以处理不匹配的力量，因此需要更多的支撑，这意味着它必须比同等的划桨船更重更慢。一般在主要比赛中不使用八人双桨。
八人单桨赛艇是国际赛艇联合会承认的级别之一，也是奥运会项目之一。第一次奥运会八人单桨赛艇比赛于1900年举行，由美国获胜。